# Alt Pirineu i Aran

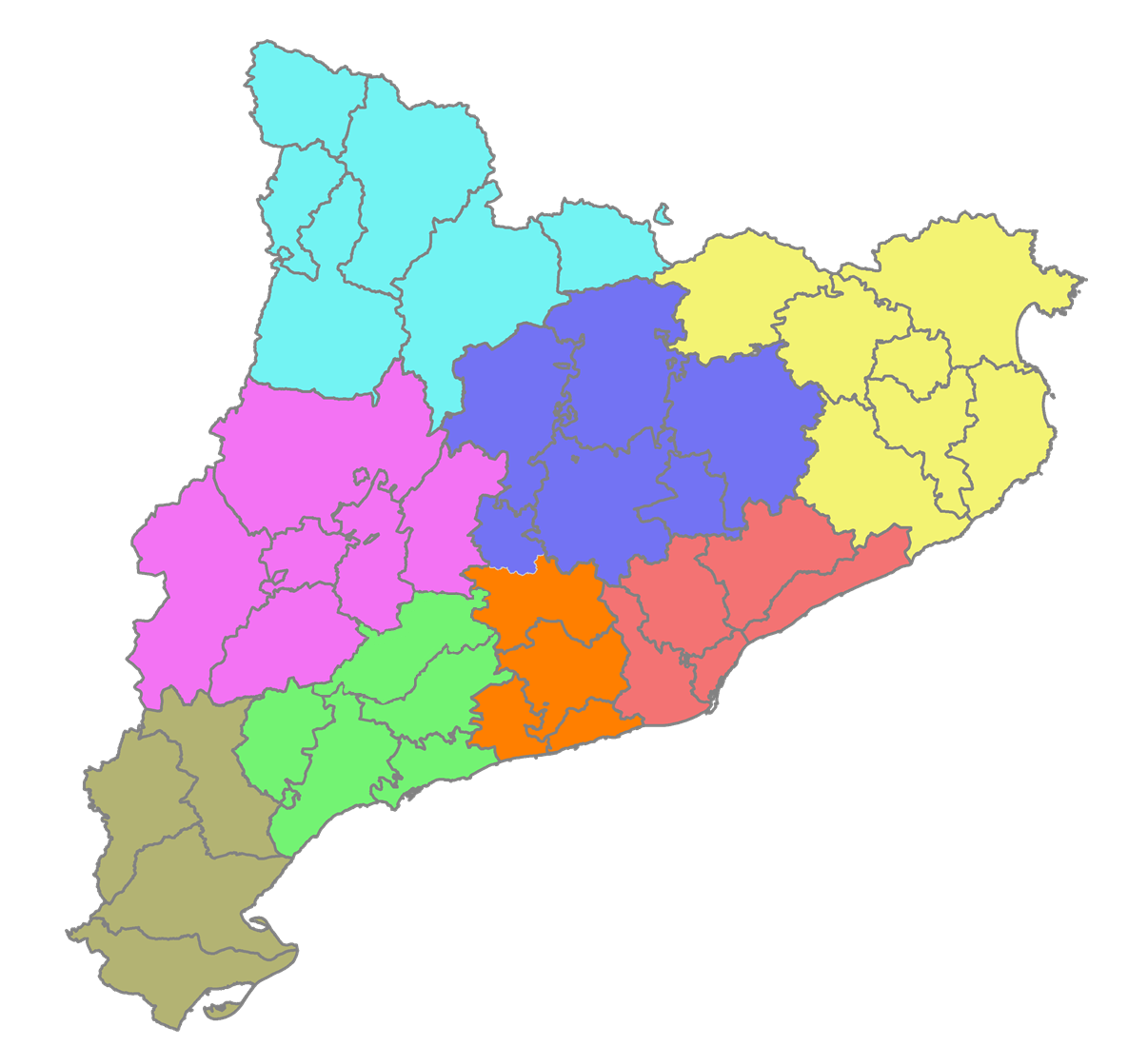
Alt Pirineu i Aran

L'Alt Pirineu (en aranès: Naut Pirenèu e Aran) és una vegueria de Catalunya i un dels vuit àmbits funcionals territorials de la Generalitat de Catalunya definits en el Pla territorial general de Catalunya. Situat al nord-oest de Catalunya, concretament al Pirineus, inclou les comarques d'alta muntanya des del límit amb l'Aragó fins a la Cerdanya: Alta Ribagorça, Alt Urgell, Baixa Cerdanya, Pallars Jussà, Pallars Sobirà i Vall d'Aran. Abasta una extensió de 5.775,51 km quadrats. Per població és l'àmbit amb menys població, 76.828 habitants el 2009, que contrasta amb els 4.992.193 de l'Àmbit Metropolità de Barcelona. En l'informe Roca fou proposada com una sotsvegueria de la vegueria de Ponent, amb el nom de l'Alt Pirineu i la Val d'Aran. L'àmbit funcional territorial va ser reconegut com a àmbit diferenciat per la llei 24/2001 del 31 de desembre de 2001.
Pels seus trets diferencials, a l'àmbit hi conviuen dues lleis importants per al territori. Una que afecta totes elles és la Llei 2/1983, de 9 de març, d'alta muntanya, anterior al Pla territorial general de Catalunya, i que defineix aquestes comarques com a "comarques de muntanya". Reconeixent l'especificitat de les àrees de muntanya, per desenvolupar les competències de la Generalitat de Catalunya en matèria de tractament especial d'aquestes àrees. Una altra llei és la que afecta la Vall d'Aran, Llei 16/1990, de 13 de juliol (DOGC 1326, de 3 d'agost), que defineix el règim especial d'Aran i que va permetre l'òrgan de govern autònom de la Vall, el Consell General d'Aran.

## Història
El 16 de març de 1995 el Parlament de Catalunya va aprovar la Llei 1/1995 pel qual s'aprovava el Pla territorial general de Catalunya (PTGC) un instrument bàsic d'ordenació del territori per al reequilibri territorial. En virtut de la llei es van definir sis àmbits funcionals territorials (AFT) constituïts per agrupacions de comarques i de sistemes urbans, per poder dur a terme aquesta ordenació.
D'aquesta forma es va crear l'àmbit de Ponent que incloïa l'Alta Ribagorça, l'Alt Urgell, les Garrigues, la Noguera, el Pallars Jussà, el Pallars Sobirà, el Pla d'Urgell, la Segarra, el Segrià, l'Urgell i la Val d'Aran. És a dir, tota la província de Lleida exceptuant el sector oriental de la Baixa Cerdanya. Després de 6 anys de l'aprovació de la llei es va modificar el nombre d'àmbits mitjançant la Llei 24/2001, de 31 de desembre de 2001, creant un setè AFT, reconeixent l'Alt Pirineu com a nova àrea funcional diferenciada de l'àmbit de Ponent. Posteriorment, en l'any 2010 se'n crearia un vuitè, el del Penedès.
L'any 2006 s'aprova un nou Estatut d'Autonomia de Catalunya que es restableix la vegueria com a divisió territorial amb personalitat jurídica pròpia i amb dues funcions: el govern intermunicipal de cooperació local i l'organització dels serveis de la Generalitat de Catalunya. En l'avantprojecte de Llei de l'Organització Veguerial de Catalunya l'Alt Pirineu apareix com una de les set vegueries a desenvolupar, i que incloïa totes les comarques que formen l'actual AFT.
El Conselh Generau d'Aran va reclamar en diverses ocasions que la comarca no pertanyés a cap altra divisió territorial diferent de la mateixa vall. Per altra banda abans de la presentació de l'avantprojecte hi hagué disputes sobre la capitalitat entre Puigcerdà, la Seu d'Urgell i Sort. També el Consell Comarcal de la Cerdanya va demanar pertànyer a la vegueria de la Catalunya Central, la qual cosa va ocasionar que els alcaldes de Montellà i Martinet i Lles de Cerdanya expressessin el seu desacord que arribaria fins a demanar de passar a pertànyer a l'Alt Urgell si la Cerdanya pertanyia a la Vegueria Central.
Finalment la Generalitat ha acceptat que la Vall d'Aran quedi fora d'aquesta organització territorial, tot i que es preveu que provisionalment formi part de la vegueria pirinenca i que el consell de vegueria de l'Alt Pirineu delegui al Conselh Generau d'Aran les funcions (segons la disposició transitòria segona de la Llei 30/2010, del 3 d'agost, de vegueries).

## Situació
La situació de l'Alt Pirineu és força estratègica. A l'oest limita amb l'Aragó i al nord amb França i Andorra. El pes d'Andorra a la regió és força important a tenir en compte. Amb una superfície del 8% en comparació de la de l'Alt Pirineu i Aran, Andorra té una quantitat de població semblant a la de tot l'àmbit junt, i fins i tot superior. A més el petit estat disposa del doble de llocs de treball que tot l'Alt Pirineu, en xifres 44.058 llocs de treball que contrasten amb els 24.348 de l'Alt Pirineu. Aprofitant això, el govern, vol crear estratègies pirinenques conjuntes, sobretot infraestructurals i d'equipaments, perquè aquestes siguin més favorables i poder superar la massa crítica suficient per fer-los possibles i viables.
La Vall d'Aran s'obre de manera natural i fàcil cap a França seguint el curs del riu Garona. La Cerdanya s'estén suaument sense obstacles cap a l'Alta Cerdanya (França). L'Alt Urgell és la porta a l'estat d'Andorra i no escapa a ningú que bona part de la puixança de la ciutat de la Seu d'Urgell dins l'àmbit de l'Alt Pirineu i Aran es deu a la seva proximitat a aquest important pol demogràfic i d'activitat econòmica que és Andorra. L'Alta Ribagorça s'obre de manera natural cap al sud, seguint el curs de la Noguera Ribagorçana cap a l'Aragó i, de manera una mica més accidentada, seguint l'eix 
pirinenc, en direcció a ponent, cap a la vall de l'Éssera.
Dins de Catalunya, limita al sud amb l'àmbit de Ponent o les terres de Lleida i amb Comarques centrals i a l'est, la Cerdanya limita amb la comarca del Ripollès (Alt Ter)

## Demografia

Poblacions per percentatge respecte a la població total.

Com ja s'ha dit, l'Alt Pirineu és l'àmbit amb menys població de Catalunya, exactament 76.828 habitants el 2009. Suposa l'1% de la població total catalana en una extensa àrea que representa el 19% del territori. La majoria de població es concentra en alguns nuclis polaritzats i la majoria de poblaments són en nuclis petits i difosos per tot l'àmbit. Hi ha un total de 596 nuclis de població repartits en 77 municipis. Només 83 nuclis (el 14%) superen els 100 habitants censats i d'aquests només 19 superen els 500 habitants.
Cinc municipis concentren pràcticament el 50% de la població de l'àmbit i els dos primers, tots sols, ja concentren gairebé el 30%. La Seu d'Urgell (17,4%), Puigcerdà (11,2%), Tremp (8,3%), Vielha e Mijaran (6,4%) i la Pobla de Segur (4,4%). A continuació es troben els municipis del Pont de Suert (3,3%), Oliana (3,0%), Sort (2,9%), Bellver de Cerdanya (2,6%) i Naut Aran (2,3%).
| Comarca        | Habitants |
| -------------- | --------- |
| Alta Ribagorça | 4.375     |
| Alt Urgell     | 22.037    |
| Cerdanya       | 18.656    |
| Pallars Jussà  | 13.840    |
| Pallars Sobirà | 7.625     |
| Vall d'Aran    | 10.295    |

### Evolució demogràfica
L'època en què els Pirineus tingueren més població fou durant l'edat mitjana, i des de mitjans del segle xix fins a finals del segle xx l'èxode demogràfic cap a les grans ciutats ha estat molt important. El 1860 el territori tenia més de 100.000 habitants i actualment uns 76.000. Actualment la majoria de les comarques de l'Alt Pirineu i Aran tenen menys la Baixa Cerdanya i la Vall d'Aran.
Les àrees que han crescut són les alpines i/o turístiques com la Vall d'Aran, la Vall de Boí, el Pallars Sobirà, l'Urgellet, les valls del Cadí i la Cerdanya. De fet, les comarques més turístiques de l'Alt Pirineu i Aran es troben entre les de major creixement relatiu de Catalunya. Mentre que la zona que correspon al Prepirineu continuen perdent població.

## Transport
El transport a la vegueria del Pirineu és principalment per carretera donada l'orografia del Pirineu i la seva baixa densitat de població. Disposa d'un parell de línies de ferrocarril que connecten algunes poblacions amb Lleida o Barcelona i una xarxa d'heliports i dos aeròdroms.

### Transport col·lectiu per aire
Al Pirineu només hi ha un aeroport, situat a La Seu d'Urgell.
- Aeroport de La Seu d'Urgell

També existeix un aeròdrom amb vocació d'aeròdrom d'aviació general i esportiva (nivell III) a la Cerdanya.
- Aeròdrom de la Cerdanya

Existeix una xarxa d'heliports de la Generalitat de Catalunya destinada a operacions de servei públic, per salvament, atenció urgent d'accidents i altres emergències.

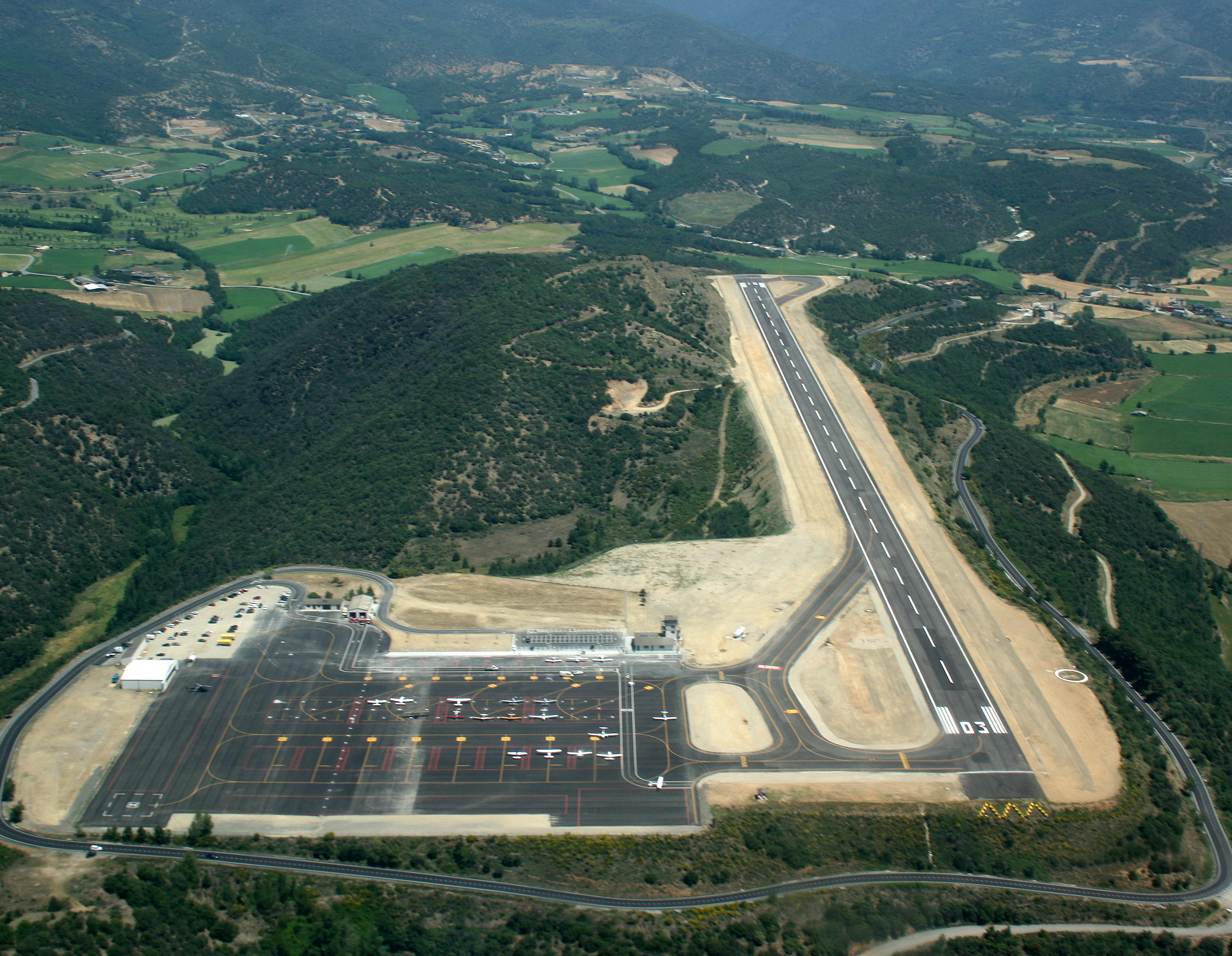
Vista aèria de l'aeroport de la Seu d'Urgell.

### Xarxa de Carreteres del Pirineu
La Xarxa de Carreteres del Pirineu són totes les carreteres que és troben dintre de la Vegueria del Pirineu a l'àmbit territorial del Pirineu, sense incloure la Vall d'Aran. No s'inclou la Vall d'Aran perquè va ser exclosa de la vegueria de l'Alt Pirineu al considerar-se una entitat pròpia i exclusiva, per tant, les carreteres són competència de Conselh Generau d'Aran.
En futur, quan és formin les vegueries i és suprimeixin les províncies/diputacions és formaran els Consells Veguerials que han de gestionar una part d'aquestes vies.
Les carreteres a la Vegueria del Pirineu és divideixen segons la titularitat d'aquest, per tant tenim carreteres pertanyent a l'Estat, Generalitat, Diputació i Locals.

## Geografia
L'Alt Pirineu està condicionat força per l'orografia caracteritzada per l'alta muntanya i això condiciona la comunicació dins l'àmbit, l'estructura dels sistemes urbans, les estratègies d'equipaments i la cohesió política. Hi ha quatre eixos principals, vertebrats pels cursos fluvials:
- Vall d'Aran, eix de la Garona.
- Alta Ribagorça, eix de la Noguera Ribagorçana.
- Pallars Sobirà i Pallars Jussà, eix de la Noguera Pallaresa.
- Alt Urgell i Cerdanya, eix del Segre.

El sòl pendent o muntanyenc és el predominant, només el 17% del sòl és planer, és a dir que resulta un recurs escàs i, per tant, també, un valor estratègic a preservar. Les superfícies planeres de certa importància per la magnitud que suposen dins del territori són: les planes de les conques del Pallars Jussà, la plana cerdana i l'Urgellet (e.g. la plana de la Seu); de menor mida són la plana d'Oliana i d'Esterri d'Àneu. La resta de sòl planer es troba al fons de valls estretes o en petits replans.

### Clima
La climatologia és predominantment de muntanya, amb característiques generals de rigor i valors extrems tot i que hi ha forces variacions de l'àmbit. Es pot distingir quatre zones: una clarament de clima alpí i subalpí, una de clima atlàntic, i dues de clima mediterrani de muntanya alta i de muntanya mitjana i baixa.
El clima alpí i subalpí es troba a les terres superior als 1.500 metres d'altitud amb trets com una pluviositat elevada, temperatura mitjana anual baixa, estius frescos i hiverns rigorosos. El clima atlàntic és el característic de la Vall d'Aran i és un clima plujós, fresc i de limitada amplitud tèrmica per això hi ha una persistent humitat i verdor de prats i boscos amb força fagedes. Després hi ha una zona on els estius són calents i hiverns suaus amb una gran oscil·lació tèrmica anual, és a dir el clima mediterrani de muntanya o submediterrani. Hi ha una pluviositat més reduïda que a la resta de zones, un nombre de dies de pluja inferior i la presència d'alguns mesos secs, però que per l'altitud és més humit que el clima mediterrani i caracteritzat per estius encara força plujosos. I la zona de clima mediterrani de muntanya mitjana i baixa comprèn les valls més baixes, les conques 
del Pallars Jussà i els vessants de la Serra del Montsec, caracteritzat per ser més sec que el mediterrani d'alta muntanya i menys plujós.

### Vegetació
Hi ha una gran variació altitudinal, des dels 400 metres d'altitud als 3.143, i això afecta en el clima i en la vegetació. S'ha de tenir en compte que el 83% del sòl de l'Alt Pirineu i Aran és forestal. Es poden trobar tres regions biogeogràfiques ben diferenciades: la Boreoalpina a l'alta muntanya, l'Eurosiberiana a la major part de l'àmbit i la Mediterrània a les serralades més meridionals i les cubetes més càlides i seques.
A grans trets, la franja Boreoalpina es correspon amb els prats culminants dels cims pirinencs i els boscos de coníferes, bàsicament d'avets i de pi negre, que arriben fins a la ratlla dels 2.400 metres d'altitud. La franja eurosiberiana és el domini dels arbres caducifolis, entre els 600 i els 1.600 metres d'altitud, entre els quals hi ha les fagedes, les rouredes i els boscos de pi roig. Finalment, la franja submediterrània, ja més pròpia de la terra baixa, la constitueixen els boscos d'arbres esclerofil·les, és a dir, de fulles amples, verdes tot l'any però endurides com les alzines i les carrasques.

Espais d'interès natural de l'Alt Pirineu i Aran.
Aigüestortes i Estany de Sant Maurici
Alt Pirineu (al nord)
Cadí-Moixeró (a l'est)

### Espais naturals protegits
A l'Alt Pirineu hi ha una tercera part dels espais naturals protegits de Catalunya. S'hi pot trobar un parc nacional, i dos parcs naturals.
- Parc Nacional d'Aigüestortes i Estany de Sant Maurici
- Parc Natural de l'Alt Pirineu
- Parc Natural del Cadí-Moixeró